# 瓦恩斯多夫

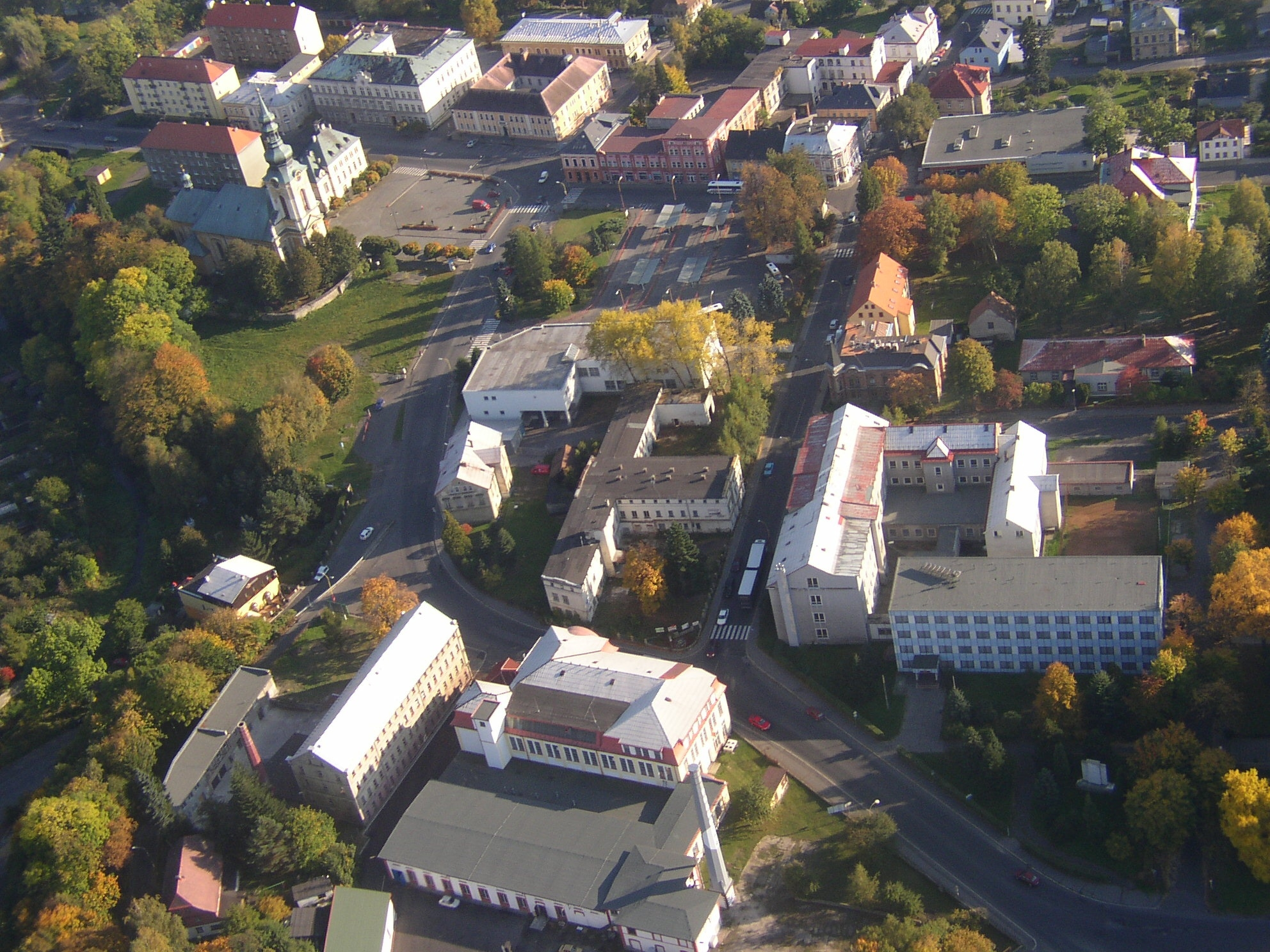
城市景觀

瓦恩斯多夫（捷克語發音：[ˈvarnzdorf]）是捷克的城鎮，位於該國西北部，毗鄰與德國接壤的邊境，由烏斯季州負責管轄，面積26.21平方公里，海拔高度332米，2006年人口15,786。

## 歷史
關於瓦恩斯多夫的最早文字記載可以追溯到14世紀。1868年，第一條鐵路抵達該地，車站則於1869年1月16日啟用，開啟了工業化進程，特別注重紡織品生產。
第一次世界大戰結束前，瓦爾恩斯多夫屬於奧匈帝國。戰後，根據《聖日耳曼昂萊條約》，瓦爾恩斯多夫連同波希米亞地區被併入新成立的捷克斯洛伐克。
1921年，該市人口為20,328人，幾乎全部講德語。北波希米亞鐵路和薩克森鐵路網覆蓋了該市。該市擁有各種紡織工業，例如棉紡和毛紡、黃麻編織和印刷，以及化學工業、環形帶工廠、紙板工廠以及燃氣和電力工廠。
第二次世界大戰結束後，其德裔人口大部分被驅逐到德國，其名稱的官方音標也從德語「Warnsdorf」改為捷克語「Varnsdorf」。
約有2,500名越南佛教徒居住在瓦恩斯多夫及其周邊地區，該鎮是捷克第一座佛教寺廟的所在地。

## 經濟
瓦恩斯多夫是該地區的工業中心，該鎮以紡織業而聞名。其紡織業的歷史可以追溯到1777年，當時Velveta公司成立，並成為重要的棉織物製造商，尤其用於服裝。另一家總部位於瓦恩斯多夫的大型紡織公司是毛巾生產商Frottana。
瓦恩斯多夫也是Pivovar Kocour Varnsdorf啤酒廠的所在地，是捷克少數幾家生產艾爾啤酒而非拉格啤酒的啤酒廠之一。

## 體育
- 瓦恩斯多夫足球會

## 外部連結
- Municipal website (in English) （页面存档备份，存于）